# A Little Messed Up
«A Little Messed Up» — третій альбом «The Dollyrots», виданий 17 серпня 2010 року під лейблом «Blackheart Records». До альбому увійшли 13 композицій (сингли: «Rollercoaster» та «California Beach Boy»). до пісні «Rollercoaster» був відзнятий відеокліп. Даний альбом вирізняється більш спокійною грою гурту та схильність до поп-року.

## Список композицій
Автор музики і слів Luis Cabezas and Kelly Ogden. 
| #   | Назва                                               | Тривалість |
| --- | --------------------------------------------------- | ---------- |
| 1.  | «Rock Control» (Cabezas, Ogden, Evan Frankfort)     | 3:43       |
| 2.  | «Some Girls» (Cabezas, Ogden, Dave Bassett)         | 3:41       |
| 3.  | «California Beach Boy» (Cabezas, Ogden, Tina Parol) | 3:17       |
| 4.  | «Rollercoaster» (Cabezas, Ogden, Fred Archambault)  | 3:47       |
| 5.  | «My Heart Explodes» (Cabezas, Ogden, Bassett)       | 3:12       |
| 6.  | «A Little Messed Up»                                | 3:21       |
| 7.  | «Pour Tous Jours»                                   | 3:14       |
| 8.  | «Big Mouth»                                         | 2:55       |
| 9.  | «California»                                        | 3:13       |
| 10. | «Coming After You»                                  | 2:48       |
| 11. | «Let's Be In Love»                                  | 3:47       |
| 12. | «Just Like Chocolate»                               | 2:53       |
| 13. | «Om Nom Nom»                                        | 3:14       |

| iTunes exclusive bonus tracks | iTunes exclusive bonus tracks                | iTunes exclusive bonus tracks |
| #                             | Назва                                        | Тривалість                    |
| ----------------------------- | -------------------------------------------- | ----------------------------- |
| 14.                           | «Happy Together» (Garry Bonner, Alan Gordon) | 3:21                          |
| 15.                           | «Dream Lover» (Bobby Darin)                  | 2:19                          |

## Учасники запису
The Dollyrots
- Келлі Огден — бас-гітара, вокал
- Луїс Кабесас — гітара, вокал
- Кріс Блек — барабани

Інші музиканти
- Кім Шатек — гостьовий вокал
- Енді Кабесас — бек-вокал, перкусії
- Едді Васкес — бек-вокал, перкусії
- Крістофер Маріо Теста- бек-вокал, перкусії
- Фред Аршамбо — бек-вокал, перкусії
- Емі Вуд — додаткові ударні/перкусія